# Kepler-11 f
Kepler-11 f est une exoplanète orbitant autour de Kepler-11, une étoile de type spectral G2V située à environ ∼ 2 150 a.l. (∼ 659 pc) du Soleil, dans la constellation du Cygne. Cette naine jaune, très semblable au Soleil par sa masse, sa taille et sa métallicité, est cependant sensiblement plus âgée, peut-être de 6 à 10 milliards d'années. Six planètes ont été détectées par transits autour de cette étoile :
| Planète                          | Masse (M⊕) | Rayon (R⊕) | Demi-grand axe (UA) | Période orbitale (j) | Masse volumique (g/cm3) |
| -------------------------------- | ---------- | ---------- | ------------------- | -------------------- | ----------------------- |
|                                  |            |            |                     |                      |                         |
| Kepler-11 b                      | ~ 4,3      | ~ 1,97     | ~ 0,091             | 10,30375             | ~ 3,1                   |
| Kepler-11 c                      | ~ 13,5     | ~ 3,15     | ~ 0,106             | 13,02502             | ~ 2,3                   |
| Kepler-11 d                      | ~ 6,1      | ~ 3,43     | ~ 0,159             | 22,68719             | ~ 0,9                   |
| Kepler-11 e                      | ~ 8,4      | ~ 4,52     | ~ 0,194             | 31,99590             | ~ 0,5                   |
| Kepler-11 f                      | ~ 2,3      | ~ 2,61     | ~ 0,25              | 46,68876             | ~ 0,7                   |
| Kepler-11 g                      | < 300      | ~ 3,66     | ~ 0,462             | 118,37774            | ?                       |
|                                  |            |            |                     |                      |                         |
| Système planétaire de Kepler-11. |            |            |                     |                      |                         |

Kepler-11f orbite près de son étoile, avec un demi-grand axe de 0,25 UA, pour une période orbitale d'environ 46,7 jours.
Sa masse volumique de 0,7 g/cm3 pour une masse de 2,3 masses terrestres témoigne d'une forte proportion d'éléments chimiques légers, c'est-à-dire d'hydrogène et d'hélium ; cela indiquerait que cette planète se serait formée lors des premiers millions d'années d'existence du système planétaire de Kepler-11, lorsque ces éléments chimiques étaient encore assez abondants autour de l'étoile pour pouvoir être accrétés par cette planète alors en formation.

Vue latérale du système planétaire de Kepler-11 à l'échelle avec les deux planètes les plus intérieures du Système solaire — Mercure et Vénus.
Les planètes sont agrandies d'un facteur 50 par rapport à l'échelle des étoiles.